# Иван Мажуранић
Иван Мажуранић (Нови Винодолски, 11. август 1814 — Загреб, 4. август 1890) је био хрватски песник, лингвиста и политичар. Обављао је дужност бана Хрватске и Славоније од 1873. до 1880. године.

## Биографија
Иван Мажуранић је најзначајнија креативна личност Хрватског народног препорода (песник, лингвиста, хрватски бан). Потиче из имућне грађанско-тежачке, пољопривредно-виноградарске фамилије у Новом Винодолском. Иван је био трећи од четири сина Ивана Мажуранића Петрова и Марије Мажуранић. Браћа су му били Јосип који је остао да води породично имање, Матија који је био ковач и путописац и Антон филолог и правник.
Био је ожењен Александром Деметер (сестром књижевника Димитрија Деметера богатом и образованом девојком из Загреба, са којом је имао седморо деце. Потомци Иванови су угледни, образовани појединци, а најпознатија је његова унука Ивана Брлић-Мажуранић хрватска књижевница.
Родио се у хрватском приморју, у "Новом". Пучку школу је завршио у родном месту (1825-27), гимназију је завршио у Ријеци (1828-33), где је добро научио мађарски језик. Сем мађарског, тада је добро научио и немачки, латински и италијански језик. Касније ће савладати и енглески, француски и све словенске језике. Започео је филозофију у Загребу 1833. године на лицеју, а друге школске 1834/35. године слушао је у Мађарској у Сомбатхељу, па се 1835. године вратио у Хрватску. Окончао је правне науке у Загребу на Краљевској академији знаности (1835-37), и касније стекао докторат. Отворио је адвокатску канцеларију у Горњем Карловцу и укључио се у јавни живот. У Загребу је 1835. године пришао Гајевом народном покрету. Био је један од његових најватренијих присталица. У Гајевој "Даници" је исте године објавио свој првенац, "Оду" Људевиту Гају. Међутим започео је књижевни рад као "мађарски песник", објавивши 1832. године у Ријеци, "Опроштајну песму", на мађарском језику. Радио је током 1841. године на "Немачко-илирском рјечнику". Писао је политичке чланке у новинама: "Народне новине" и "Словенски југ". Године 1841. положио је у Пешти специјалистички испит из меничног права и те исте године се оженио са Александром Деметер.
Револуционарне 1848. године постао је члан Хрватско-словенске депутације која је требало да иде у Беч да ради на уређењу аустријске државе. Између 1850-1860. године био је главни одвјетник за Хрватску и Славонију и потом и државни саветник. Тада готово сасвим престаје са радом на лепој књижевности и тада је перовођа саборски, састављач најважнијих политичких докумената. Тада објављује брошуру Хрвати Мађаром, и на хрватском и на мађарском језику (A’ Horvátoka a’ Magyaroknak felelet az 1848-ik Martziusi és Áprilisi Magyar hirdetményekre).
Тада је члан и редакције демократског листа хрватске левице Славенски југ од 1848. до 1849. године.
Када је гроф Иван постао државни поузданик, радио је од 1861. године на поравнању (помирењу) Хрвата и Мађара. Тада је он заступник Изборног среза Винодолског. Именован је првог хрватског канцелара(1861-66), а пошто је поравнање обављено укинута је Дворска канцеларија. Од тада се окренуо сасвим политици, и постао председник Земаљског сабора у Загребу. Покренуо је оснивање Стола седморице, 1862. године. Исте године је започео радове на оснивању Самосталне народне странке, у којој је наредних година био на челу.
Именован је септембра 1873. године за хрватског бана, и на том положају провео до 1880. године. Било је то његово владање ("бана пучанина") на велику штету Срба и православља у Хрватској и Славонији. Као режимски човек уз помоћ репресивног државног апарата је жестоко прогонио српску ћирилицу, српско име и српску заставу,, претворивши се од народњака, у бездушног шовинисту. Није дозвољавао да се у хрватском сабору помиње ништа српско, а онога ко би то прекршио називао је "издајицом". За време бановања Ивана Мажуранића реформисано је школство, управа и правосуђе, отворен универзитет и донети многи закони.
Када је окончана његова дужност бана није више учествовао у јавном животу већ се бавио астрономијом и математиком, проучавао филозофе.
Године 1830. за време школовања написао је прве стихове – Винодолски долче, да си здраво! и 1832. штампао прву песму на мађарском језику – оду Ференцу Ирмењију. Прва штампана песма на хрватском језику је Приморац Даници која је обкјављена у Даници илирској 1835. године.
У „Даници“ је, од самог почетка, био један од најзапаженијих и најизразитијих песника, а као човек необично уман, темељног образовања и пространих видика, препородни покрет схватио је дубље од многих, у пуном тоталитету културно-политичких интенција и нијанси. И Мажуранић се озбиљно спремао за своје велико дело. Од првих стихова (Винодолски долче, да си здраво!) које пише 16-годишњи ђак ријечке гимназије као поздрав своме завичају, до допуне Гундулићева „Османа“ (1844), дуг је и стрм пут; али у тренутку кад се латио тога посла, он је тај пут већ свладао: и разјашњење метричких проблема везаних за хрватски језични израз, и вергилијански еп с искуством које из њега произлази, а тиче се односа историје и поезије.
Као лингвиста, остварио је први модеран хрватски речник: заједно с Јосипом Ужаревићем, саставио је дело од 40.000 речи у ком је, осим апсорпције старијег називља из речника Микаље и Стуллија, сковао хрватско појмовље за многа подручја градске цивилизације и тиме утро пут Богославу Шулеку. Његов песнички углед био је у то доба већ тако непрепоран, да га је тек основана Матица илирска изабрала да за њено прво, инаугурално издање допише XIV. и XV. певање Гундулићева великог епа. Три песника пробала су се у том послу пре њега: Пјерко Соркочевић, Марин Златарић и један који се није потписао; после њега нико више није ни покушавао надмашити Ивана Мажуранића: толико се његова допуна стопила с целином Гундулићевог дела. Успех је и у јавности био толики да га је, карловачког адвоката, шурјак Димитрија Деметера, брат његове супруге Александре, наговорио да за алманах “Искра” напише нешто ново. То ново био је спев “Смрт Смаил-аге Ченгића” (1846), који није само испунио све наде него и надмашио сва очекивања. Качић и Гундулић: то су темељи на којима је подигнута зграда Мажуранићева епа. Ако је пошао од Качића, тек преко Гундулића досегао је властити израз. У своме данас већ класичном делу, једном од најблиставијих, најмоћнијих уметнина хрватске речи, опевао је стварни догађај, али га је он, не држећи се свих историјских чињеница (есенцијално, ради се о морално двојном провинцијалном догађају-убиству локалнога тиранина на претворно-мучки начин), песнички толико прерадио, и продубио, да се у њему један појединачни случај уздиже до опште, универзалне идеје, мисли-водиље целог нашег препородног покрета: идеје слободе и правде.
Након објављивања епа, није затим ништа урадио за следеће 34 године (1880). У антологији хрватског песништва из 1892. године изашла је његова ода "Грофу Јанку Драшковићу".
Био је и председник Матице илирске од 1858. до 1872. године.
Гроф Иван Мажуранић је умро 1890. године у Загребу. Сахрањен је у илирској аркади на Мирогоју.

## Оставштина
Мажуранићев портрет осликан је на хрватској новчаници од 100 куна, које су објављене 1993. и 2002. године. Његов лик је осликан и на поштанској марки. У Загребу је у његову част назван Трг Иван Мажуранић. У загребачком и новљанском парку се налази спомен биста Ивана Мажуранића.